# Radu Sabău
Radu Sabău (n. 8 martie 1968, Făgăraș, Brașov, România) este un fost jucător român de polo pe apă care a concurat la Jocurile Olimpice de vară din 1996.